# Penha de França
Penha de França est une freguesia de Lisbonne.